# Коломієць Леонід Володимирович
| Народився      | 04 квітня 1961 (60 років) Лабушне Одеської області |  |  |
| Відомий як     | науковець, освітянин                               |  |  |
| Громадянство   | СРСР, Україна                                      |  |  |
| Національність | українець                                          |  |  |
| Освіта         | Національний університет «Одеська політехніка»     |  |  |
| Ступінь        | доктор технічних наук                              |  |  |
| Звання         | професор                                           |  |  |
| Нагороди       |                                                    |  |  |
|                |                                                    |  |  |

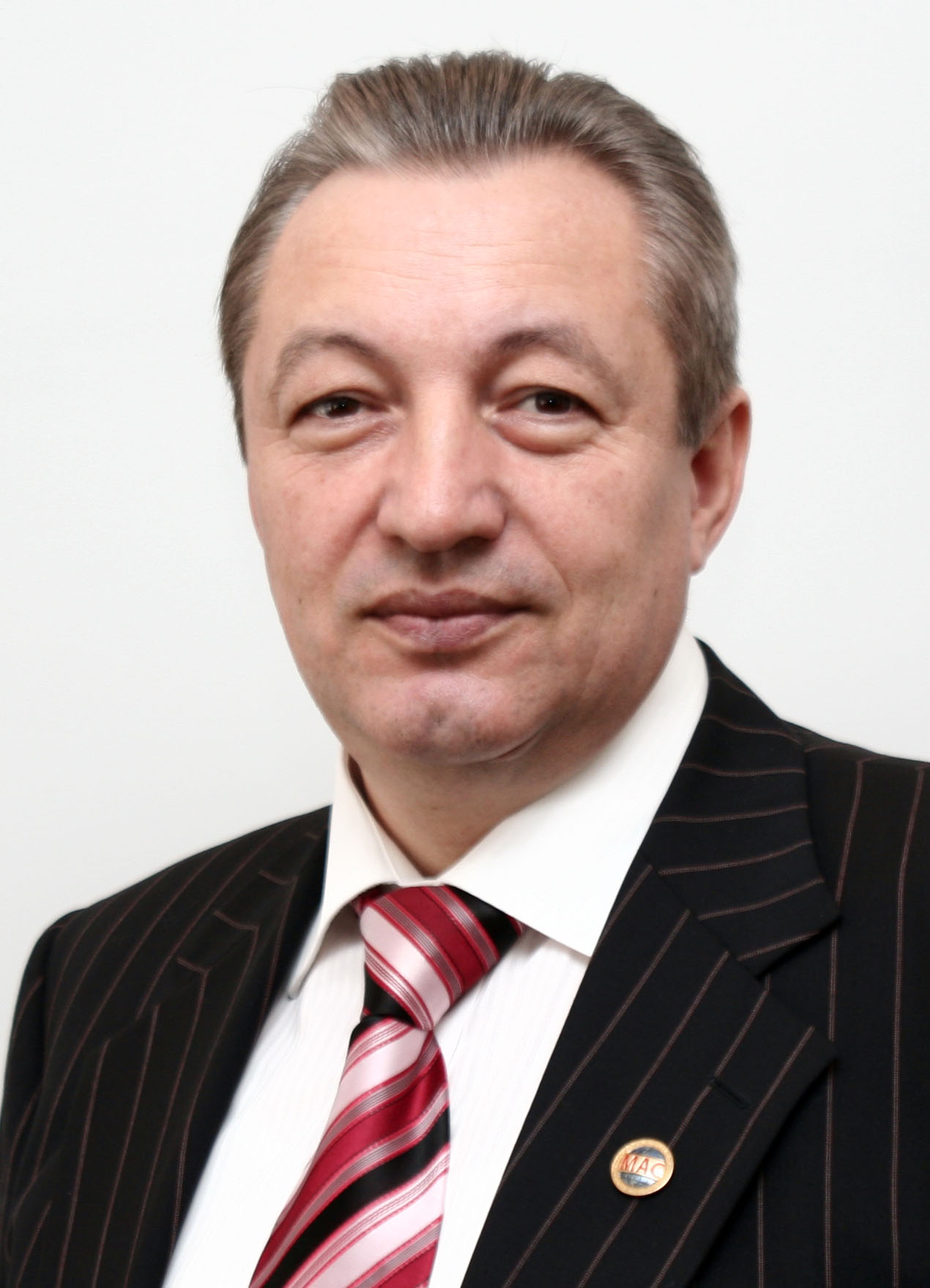
КОЛОМІЄЦЬ ЛЕОНІД ВОЛОДИМИРОВИЧ

Володи́мирович Коломі́єць — відомий науковець і фахівець у галузі метрології, технічного регулювання, приладобудування, динаміки та міцності машин. Ректор Одеської державної академії технічного регулювання та якості, перший віце-президент Міжнародної Академії Стандартизації, доктор технічних наук, професор, заслужений працівник сфери послуг України, почесний працівник Держспоживстандарту України.

## Життєпис
Леонід Володимирович Коломієць народився 04 квітня 1961 року в селі Лабушне Кодимського району Одеської області.
1983 — закінчив Одеський політехнічний інститут, машинобудівний факультет, спеціальність — «Підйомно-транспортні машини та устаткування», інженер — механік.
Кандидатська дисертація — «Оптимізація параметрів запобіжника від перевантаження машин» (1990).
Докторська дисертація — «Шляхи підвищення точності та надійності запобіжних, силовимірювальних та зважувальних пристроїв» (2002).
Доцент кафедри динаміки, міцності машин та опору матеріалів (1996).
Професор кафедри динаміки, міцності машин та опору матеріалів (2003).
Академік, перший віце-президент Міжнародної Академії Стандартизації (2004).
Академік Інженерної академії України (2005).
Академік Міжнародної академії інформаційних технологій (2011).
Академік Академії гірничих наук України (2021).
1983—2003 — інженер міжгалузевої науково-дослідної лабораторії, аспірант, молодший науковий співробітник, директор центру науково-технічної творчості молоді «Політех», старший науковий співробітник, старший викладач, доцент, професор Одеського національного політехнічного університету.
2003—2007 — директор Одеського коледжу стандартизації, метрології та сертифікації.
2007—2011 — ректор Одеського державного інституту вимірювальної техніки.
З 2011 року — ректор Одеської державної академії технічного регулювання та якості.
Голова спеціалізованої вченої ради з захисту докторських дисертацій Д 41.113.01, спеціальність: 05.11.01 Прилади та методи вимірювання механічних величин, 05.01.02 Стандартизація, сертифікація та метрологічне забезпечення.
Головний редактор наукового видання «Збірник наукових праць Одеської державної академії технічного регулювання та якості», член редакційної колегії наукових видань «Вісник інженерної академії України», «Метрологія та прилади», «Металургійна та гірничорудна промисловість», «Компетентность».

## Громадянська діяльність
1990—1995 — депутат Приморської районної у місті Одеса Ради народних депутатів Одеської області.
2007—2011 — член колегії Держспоживстандарту України.
2011—2013 — член Координаційної ради з питань якості і безпеки життя людини при Кабінеті Міністрів України.
Голова технічного комітету стандартизації ТК 163 «Якість освітніх послуг».
Аудитор національної системи сертифікації продукції та послуг.
Член Міжнародної гільдії професіоналів якості.
Член правління Союзу споживачів України.
Переможець Одеського міського рейтингу «Успішний керівник і меценат».
Переможець національного рейтингу «Спеціаліст року».
Переможець національного рейтингу «Керівник року».
Переможець Всеукраїнської програми «Золотий фонд нації».

## Сім'я
- Батько: Коломієць Володимир Степанович (1938—2005)
- Мати: Коломієць Віра Василівна (1940—2016)
- Дружина: Коломієць Світлана Василівна (1967)
- Син: Андрій (1987)

## Нагороди, почесні відзнаки
Майстер спорту СРСР по боксу.
Заслужений працівник сфери послуг України.
Почесна Грамота Верховної Ради України.
Почесна Грамота Кабінету Міністрів України.
Ювілейна медаль першого Президента України Л. М. Кравчука за особистий вклад в розбудову незалежної України.
Головна національна бізнес — премія України — орден «Золотий Меркурій».
Відомчі відзнаки Держспоживстандарту України — За заслуги, Почесний працівник Держспоживстандарту України, За заслуги в стандартизації, метрології, сертифікації та акредитації.
Відомчі нагороди Міносвіти України — За наукові досягнення, За освітні та наукові досягнення, Відмінник освіти України, А. С. Макаренко, Василь Сухомлинський, Петро Могила.
Почесні відзнаки Національної академії педагогічних наук України — Ушинський К. Д., Григорій Сковорода.
Відзнака Міноборони України — За сприяння Збройним силам України.
Почесні відзнаки Одеського міського голови — Подяка, Знак Пошани, Трудова слава.
Почесна відзнака Голови Одеської облдержадміністрації.
Почесна відзнака Одеської обласної ради.
Почесна відзнака Союзу споживачів України — За захист споживачів України. Вища ступінь.
Орден Українського національного посольства — За високий професіоналізм.
Срібна медаль Інженерної академії України імені А. М. Підгорного.
Орден Міжнародного економічного розвитку — Зірка економіки України ІІІ ступеня.
Відзнака спілки ветеранів та працівників силових структур України — Гідність та честь.
Орден Всеукраїнського об'єднання КРАЇНА — За розбудову України.
Орден Міжнародної кадрової академії — За ефективне управління.
Орден Українського козацтва — Георгій Переможець.
Орден національного рейтингу якості товарів та послуг — Слава нації.
Орден Лицарського легіону України — Лицар Вітчизни.